# カルバリー墓地 (ピッツバーグ)
カルバリー墓地 (Calvary Cemetery) は、アメリカ合衆国ペンシルベニア州ピッツバーグ市東部、ヘーゼルウッド地区に位置する墓地。市の中心部からは東南東へ約8kmに立地している。カトリックのピッツバーグ教区の管轄下にあり、カルバリー・カトリック墓地 (Calvery Cathoric Cemetery) とも呼ばれる。

## 概要
カルバリー墓地は1886年にヘーゼルウッド地区の土地200エーカー（約810,000m²）を購入して設置された。公式な埋葬はその2年後、1888年6月に始まった。2001年現在、カルバリー墓地には146,301人が眠っている。
また、カルバリー墓地は聖職者、政治家、芸能人、スポーツ選手など、各界の著名人の墓が多くあることでも知られている。

## 註
1. ↑  Calvery Cemetery. Cathoric Cemetery Association, Diocese of Pittsburgh.
2. ↑  Houser, Mark. Many notables interred at Calvary Cemetery. Pittsburgh Tribune Review. 2006年9月8日.